# Signe Paisjärv
Signe Paisjärv (* 31. Mai 1940 in Tallinn, Estnische SSR; † 10. Juni 2016 in Tallinn, Estland) war eine estnische Tischtennisspielerin. Sie gewann für die Sowjetunion im Mannschaftswettbewerb der Europameisterschaft 1966 und der Weltmeisterschaft 1967 Silber.

## Werdegang
Signe Paisjärv nahm an mindestens drei Europameisterschaften (1964, 1966, 1968) teil. Hier wurde sie mit der Mannschaft der UdSSR im Team mit Swetlana Grinberg Zweiter hinter Ungarn. Ein Jahr später, bei der Weltmeisterschaft 1967, erreichte das UdSSR-Team das Endspiel, das gegen Japan verloren ging.
Bei nationalen Meisterschaften von Estland holte sie zwischen 1957 und 1967 insgesamt 20 Medaillen, nämlich zehn Mal Gold (1964 und 1967 im Einzel), fünf Mal Silber und fünf Mal Bronze. Mitte 1961 belegte sie in der ITTF-Weltrangliste Platz 17.
Sie war verheiratet.